# Рінкон (Джорджія)
Рінкон (англ. Rincon) — місто (англ. town) в США, в окрузі Еффінгем штату Джорджія. Населення — 10 934 особи (2020).

## Географія
Рінкон розташований за координатами 32°17′38″ пн. ш. 81°14′9″ зх. д. / 32.29389° пн. ш. 81.23583° зх. д. (32.293954, -81.235708).  За даними Бюро перепису населення США в 2010 році місто мало площу 22,95 км², уся площа — суходіл. В 2017 році площа становила 25,01 км², уся площа — суходіл.

## Демографія
Згідно з переписом 2010 року, у місті мешкало 8836 осіб у 3228 домогосподарствах у складі 2318 родин. Густота населення становила 385 осіб/км².  Було 3630 помешкань (158/км²).
Расовий склад населення:
| - 71,8 % — білих - 21,1 % — чорних або афроамериканців - 1,9 % — азіатів - 0,3 % — корінних американців - 1,7 % — осіб інших рас |

До двох чи більше рас належало 3,1 %. Частка іспаномовних становила 4,8 % від усіх жителів.
За віковим діапазоном населення розподілялося таким чином: 31,5 % — особи молодші 18 років, 61,3 % — особи у віці 18—64 років, 7,2 % — особи у віці 65 років та старші. Медіана віку мешканця становила 31,5 року. На 100 осіб жіночої статі у місті припадало 92,9 чоловіків;  на 100 жінок у віці від 18 років та старших — 85,4 чоловіків також старших 18 років.
Середній дохід на одне домашнє господарство  становив 66 784 долари США (медіана — 62 203), а середній дохід на одну сім'ю — 75 252 долари (медіана — 77 039). За межею бідності перебувало 13,6 % осіб, у тому числі 20,1 % дітей у віці до 18 років та 23,5 % осіб у віці 65 років та старших.
Цивільне працевлаштоване населення становило 3956 осіб. Основні галузі зайнятості: освіта, охорона здоров'я та соціальна допомога — 15,3 %, виробництво — 14,9 %, транспорт — 13,8 %.